# كاتدرائية القديس جون الإلهية
كاتدرائية القديس جون الإلهية هي كاتدرائية تقع في حي مانهاتن بمدينة نيويورك، الولايات المتحدة.